# Choi In-jeong
Choi In-Jeong (koreanska: 최 인정), född den 21 maj 1990 i Seoul, Sydkorea, är en sydkoreansk fäktare som ingick i Sydkoreas lag som tog OS-silver i damernas lagtävling i värja i samband med de olympiska fäktningstävlingarna 2012 i London.